# 桃園市新屋保齡球館火災
桃園市新屋保齡球館火災（又稱亞洲保齡球館火災），是一場發生在2015年1月20日的台灣火災。
2015年1月20日凌晨2時，桃園市新屋區中興北路101號「新屋保齡球館」火災，桃園市政府消防局緊急派出84人搶救；2時52分，鐵皮鋼架的2層樓建築因發生閃燃，突然燒塌，6名消防隊員殉職。其建築物的1樓是亞洲游泳池、2樓是保齡球館。
該建築為20年違建，等級本為30天內必須拆除的「A1-A4」等級被塗改成「非供公眾使用」的A7級或是「無立即拆除必要」的B級，過去6年來28次安檢僅1次沒過。

## 起因
變電箱爆炸起火。

## 殉職消防員列表
| 姓名   | 年齡 | 分隊 |
| ------ | ---- | ---- |
| 陳鳳翔 | 26   | 永安 |
| 陳彥茗 | 22   | 永安 |
| 蔡長融 | 21   | 永安 |
| 張桂彰 | 22   | 觀音 |
| 曾重仁 | 27   | 新屋 |
| 謝君杰 | 29   | 草漯 |

## 生還逃出火場的消防員
水帶停水扁掉後，仍在火場裡的6人因煙霧迷漫與現場障礙物太多互相失聯。
消防員黃鈺翔因被鐵絲絆倒，隱約記得要轉彎，幸運走至出口，據其口述：「其實我不知道那就是出口，因為我的面罩上厚厚一層灰，什麼都看不到。當我要調頭往回走時，剛好一個學長拉住我。」其餘6消防員則不幸死亡，陳屍在離門口不到幾公尺的距離，其中蔡長融，離出口僅有12步的距離。

## 起訴
2015年5月29日，桃園地方法院檢察署針對新屋火警起訴。
- 桃園市政府消防局立即依「警察人員人事條例」第29條第1項對5名被告同仁，予以「停職」處分；新聞稿表示如經一審判決無罪則予以復職。[5]

- 保齡球館負責人劉德斌因未依法檢修造成電源線年久失修引發火災，「火警自動警報設備」、「緊急照明設備」因失修無法發揮初期救災功能，認定劉的行為與6名消防員死亡，有相當因果關係；被桃園地方法院裁定違反消防法致人於死罪罪名成立，判有期徒刑6年10月，其後劉德斌上訴，2022年5月31日台灣高等法院認為一審認事用法無違誤而駁回上訴，維持原判。[6]

## 外部連結
- 新屋亞洲保齡球館粉絲的Facebook專頁
- 新屋保齡球館粉絲的Facebook專頁